# Тедди (стадион)
«Тедди» (ивр. אצטדיון טדי‎, Itztadion Teddy) — футбольный стадион в Иерусалиме, самый большой стадион Израиля. В настоящее время три команды используют стадион для проведения своих домашних матчей — «Бейтар», «Хапоэль» и сборная Израиля
Стадион назван в честь мэра Иерусалима Тедди Коллека, который занимал этот пост во время строительства стадиона и был одним из его главных защитников.
На первых порах были построены только западная и восточная трибуны, и вместимость стадиона составляла 13 000 зрителей. В 1999 завершились работы на северной трибуне, и вместимость увеличилась до 21 600 зрителей.
«Тедди» является одним из новейших стадионов в Израиле и один из немногих, который соответствует всем европейским стандартам. Он удобен для инвалидов, имеет современные душевые, а также просторные уступчатые трибуны — комбинацию, которую очень трудно найти на израильских стадионах. Рядом со стадионом располагаются 5000 парковочных мест, и он соединён со своим парковочным комплексом пешеходным мостом.
Имея трибуны, близко примыкающие к полю, и превосходную акустику, стадион «Тедди» принимал различные матчи сборной Израиля. На «Тедди» также прошли часть домашних матчей сборной Израиля в отборочном турнире чемпионата Европы 2016.
В 2013 году была построена южная трибуна на 12 000 мест, которая увеличила число зрителей до 31 733. В дальнейшем планируется увеличить вместимость стадиона до 50 000 зрителей.
В 2013 году стадион принял матчи молодёжного чемпионата Европы, включая финал.

## Галерея

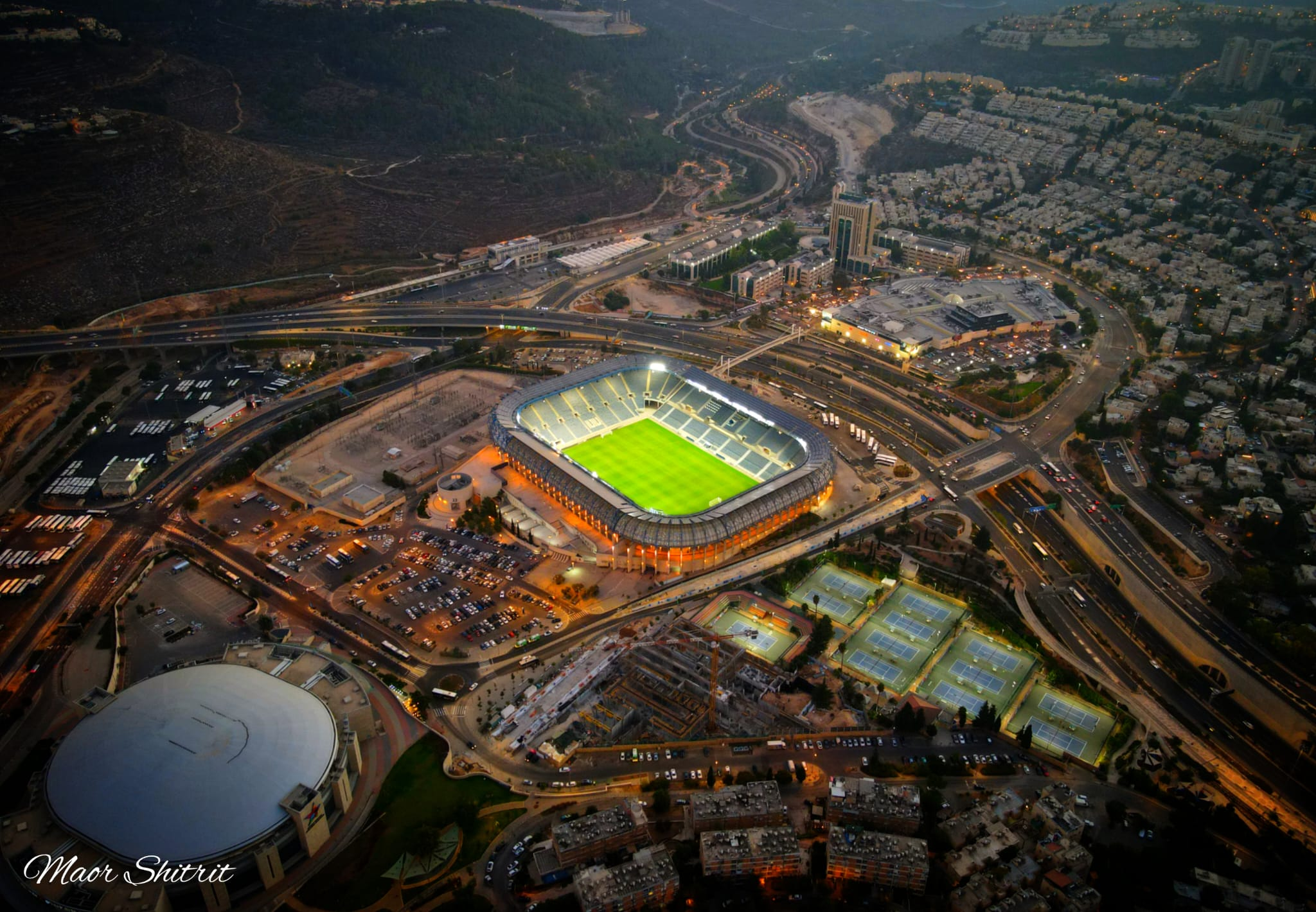
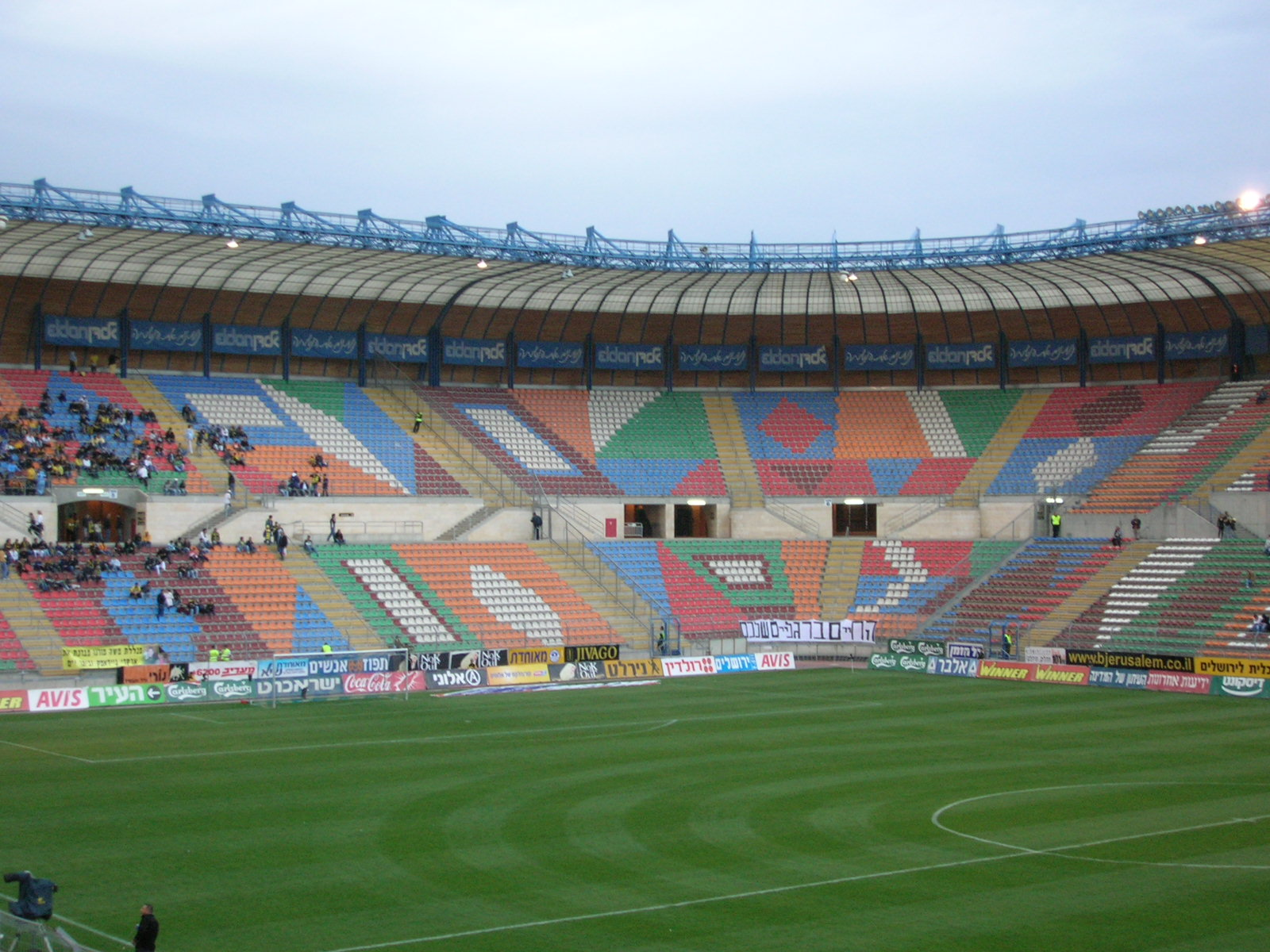
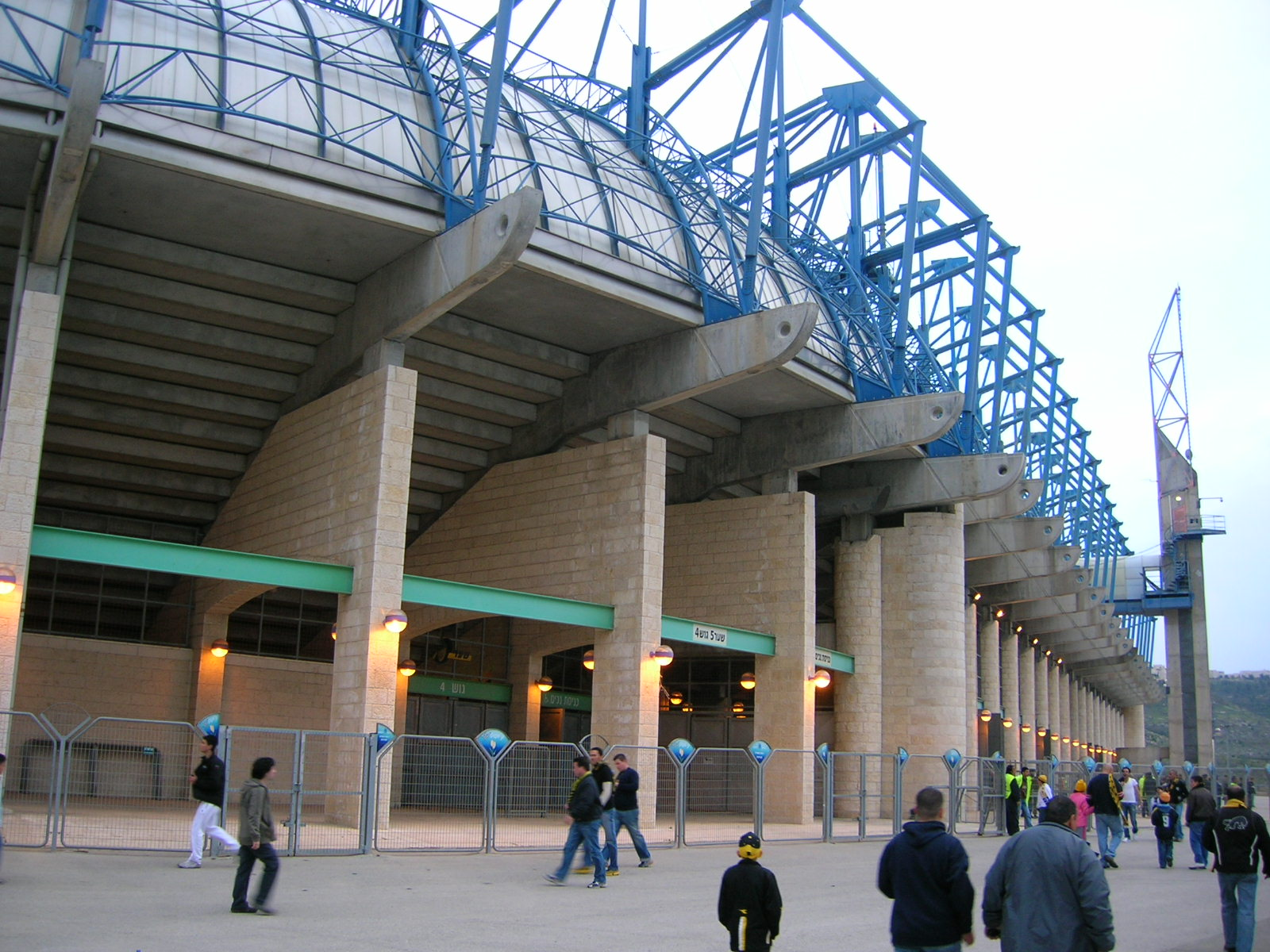
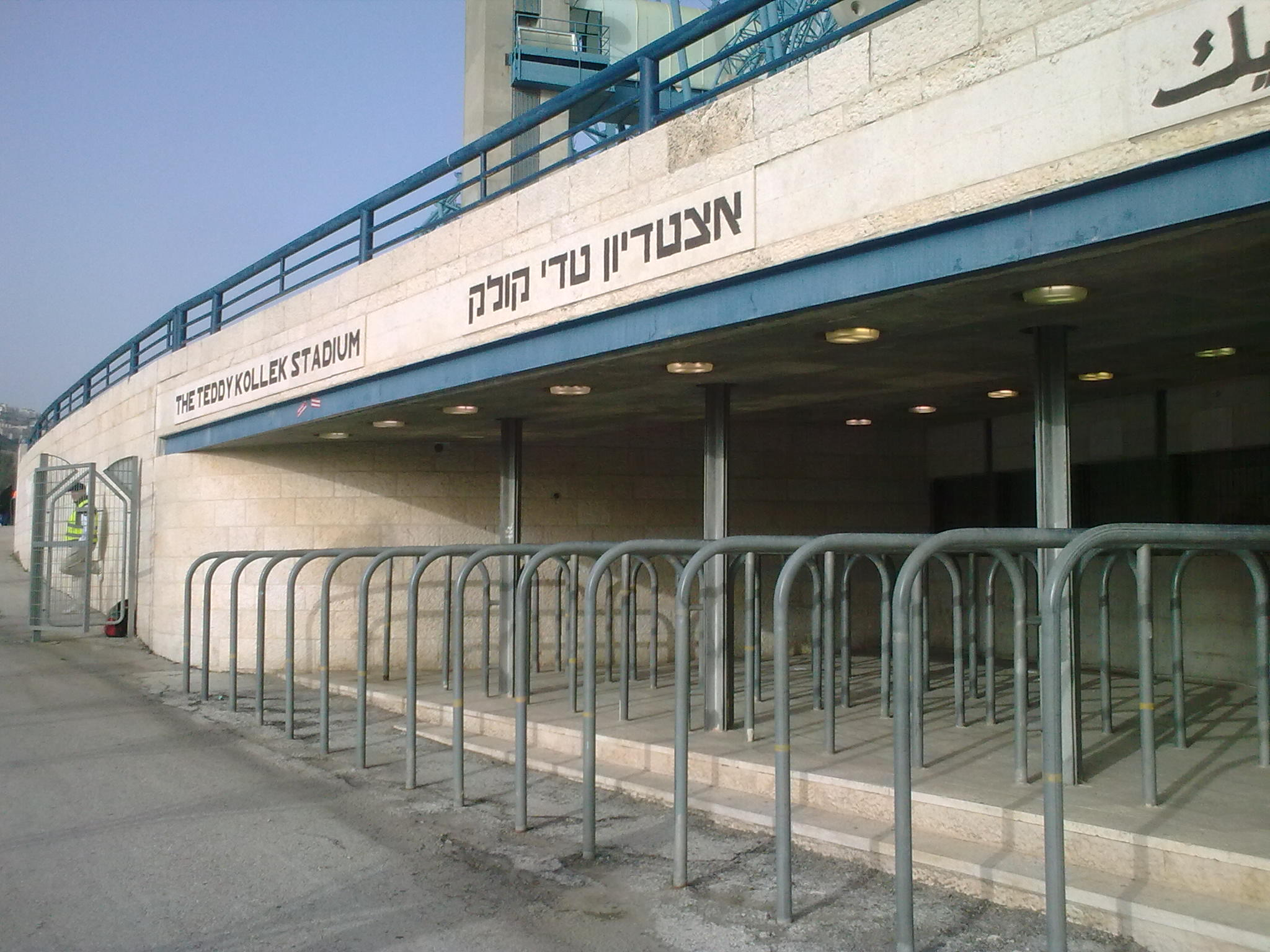